# Заруби
За́руби (словац. Záruby) — наивысшая гора Малых Карпат, расположенная у деревни Смоленице, Трнавского района Словакии.
Высота над уровнем моря — 768 м.